# Abbazia della Santissima Trinità di Monte Sacro
L'Abbazia della Santissima Trinità di Monte Sacro è stato un luogo di culto sede del monastero benedettino dal VI al XVI secolo d.C.

## Storia
Nel 490 d.C. il sito dove fu eretta l'abbazia era noto come Monte Dodoneo, consacrato al culto pagano di Giove. Secondo una antichissima tradizione, dopo l'apparizione dell'Arcangelo Michele nella grotta di Monte Sant'Angelo, il vescovo di Siponto San Lorenzo Maiorano, e i prelati della zona si recarono sul Monte e ne distrussero i simulacri dedicando l'abbazia alla SS.Trinità. Da quel momento il luogo assunse la denominazione di Monte Sacro.
L'abbazia viene citata per la prima volta in una bolla del pontefice Stefano IX nel 1058.
Grazie all'impulso del letterato e fiduciario del Papa l'abate Gregorio di Montesacro al secolo Petrus Carus (1220-1248) si costituì una vasta biblioteca, che contribuì a far diventare l'abbazia uno dei più importanti centri culturali della Puglia del Medioevo.
In conseguenza di tre distinti terremoti l'abbazia fu abbandonata alla fine del XVI secolo.

## Descrizione
L'impianto originario del monastero benedettino venne dotato di nuove strutture e di un raffinato impianto ornamentale. Il complesso abbaziale comprendeva fabbriche, magazzini, il battistero, il chiostro, la chiesa e il nartece. Diviso in tre vani quadrati da arcate a tutto sesto, sostenute da colonne con capitelli a foglie d'acanto, rosette e altri motivi floreali, il nartece è oggi l'ambiente meglio conservato. Una delle semicolonne addossate alla parete presenta un capitello raffigurante tre aquile ad ali spiegate, i cui artigli trattengono due serpenti dalle teste di drago con le fauci aperte nel tentativo di addentare della colombe. Inoltre, una parete del nartece presenta ancora lacerti di affresco, raffiguranti una Madonna con Bambino e due santi benedettini. L'impostazione della arcate lascia presupporre una copertura con volta a crociera. Nel primo e nel secondo ambiente del nartece vi sono le porte d'accesso alla prima e alla navata centrale della chiesa basilicale romanica. Sono ancora visibili basamenti delle tre navate della chiesa e della torre campanaria, lembi della pavimentazione del chiostro, le arcate del refettorio e i muri perimetrali .
L'abbazia Monte Sacro si è classificata terza nel 6º Censimento 2012 I Luoghi del Cuore del Fondo Ambiente Italiano con il totale di 50.071 preferenze.

## Galleria d'immagini

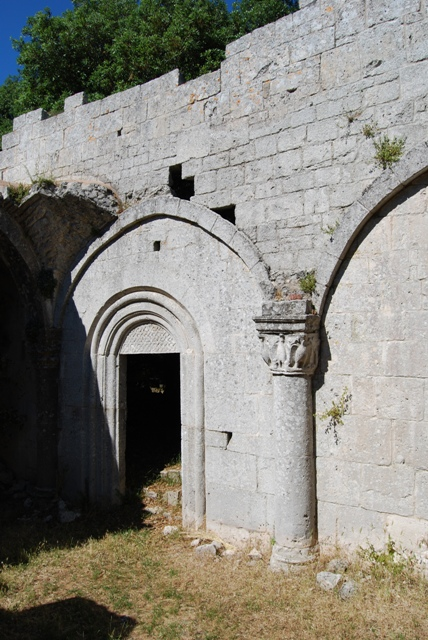
Abbazia Benedettina SS.Trinità a Mattinata
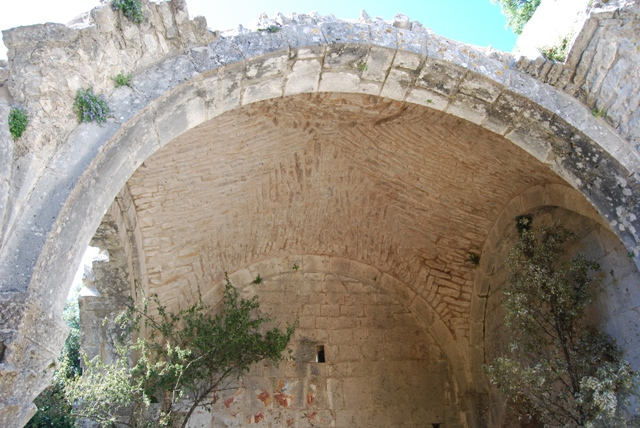
Abbazia Benedettina SS.Trinità a Mattinata
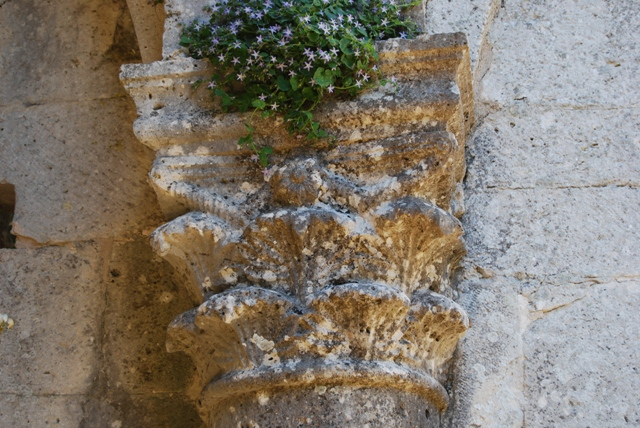
Abbazia Benedettina SS.Trinità a Mattinata
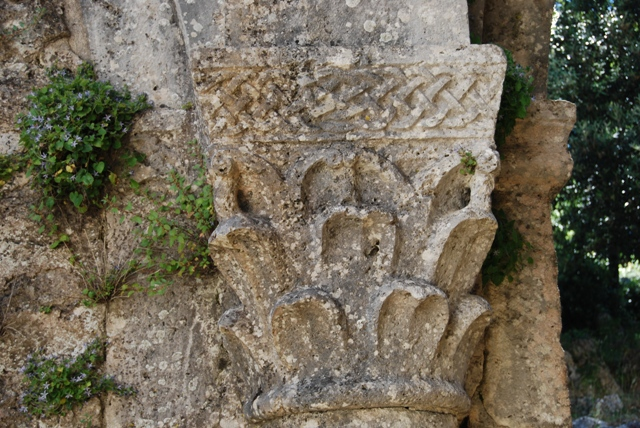
Abbazia Benedettina SS.Trinità a Mattinata
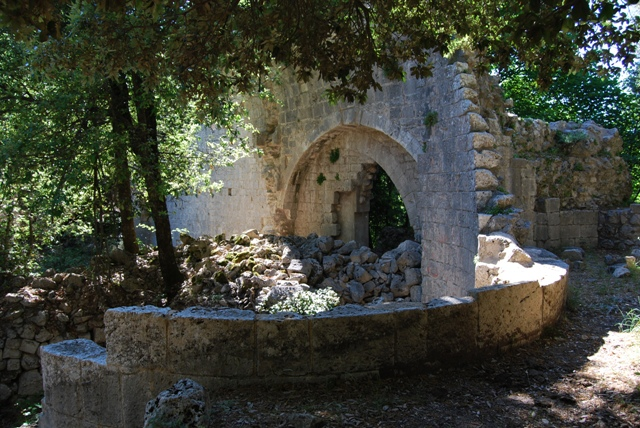
Abbazia Benedettina SS.Trinità a Mattinata
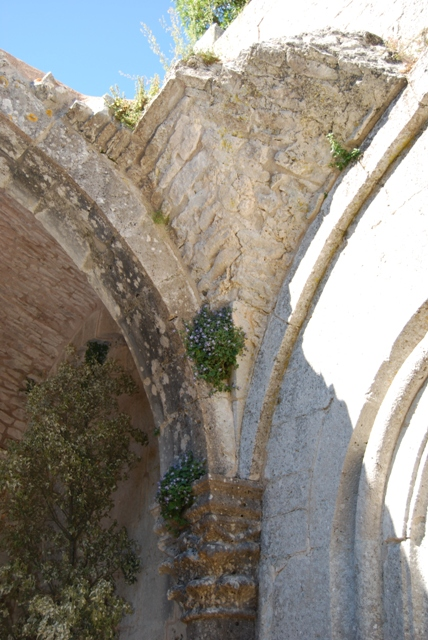
Abbazia Benedettina SS.Trinità a Mattinata
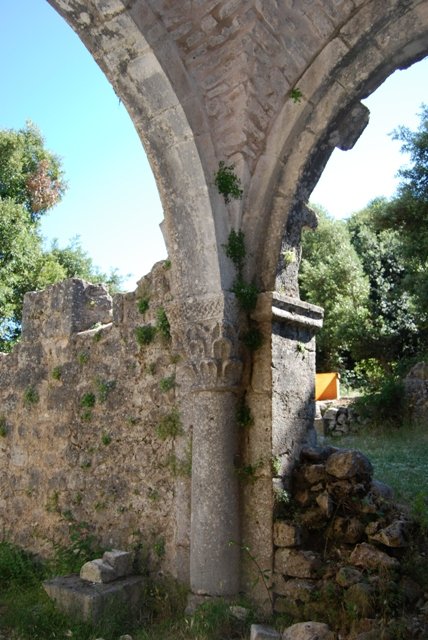
Abbazia Benedettina SS.Trinità a Mattinata
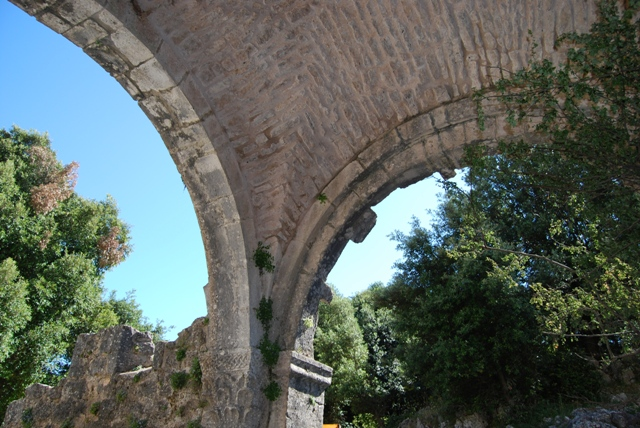
Abbazia Benedettina SS.Trinità a Mattinata
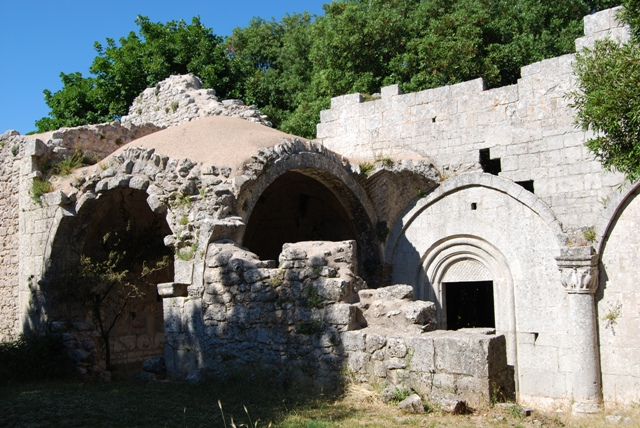
Abbazia Benedettina SS.Trinità a Mattinata
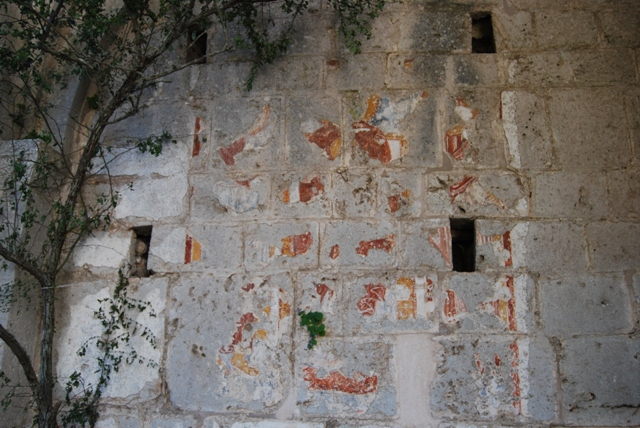
Abbazia Benedettina SS.Trinità a Mattinata
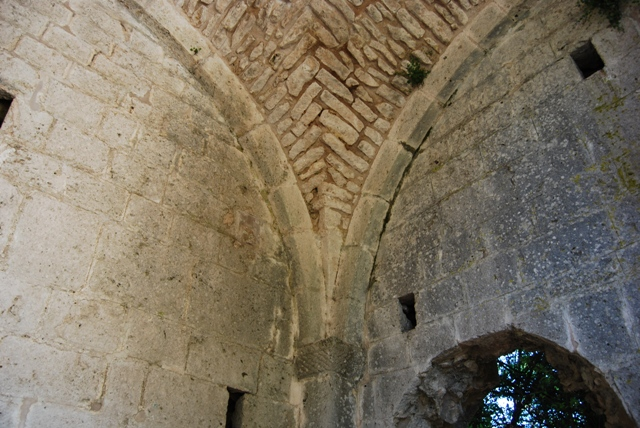
Abbazia Benedettina SS.Trinità a Mattinata